# ماك برنارد
ماك برنارد (بالإنجليزية: Mack Bernard)‏ هو سياسي أمريكي، ولد في 4 مارس 1976 ببورت أو برانس في هايتي. حزبياً، نشط في الحزب الديمقراطي. وقد انتخب عضو مجلس نواب فلوريدا.

## الحياة الشخصية والوظيفي
يحمل برنارد دكتوراة مع مرتبة الشرف من كلية الحقوق بجامعة فلوريدا ليفين . حصل على زمالة تدريس للبحث القانوني والكتابة. كان برنارد عضوًا في فريق جامعة فلوريدا التجريبي الذي شارك في المسابقات الوطنية. بعد اجتياز امتحانات فلوريدا ، حصل برنارد على ماجستير في القانون الضريبي من جامعة فلوريدا في عام 2003.